# Ulrike Kriener
Ulrike Kriener (* 24. Dezember 1954 in Bottrop) ist eine deutsche Schauspielerin. Im Jahr 1985 gelang ihr mit Doris Dörries Filmkomödie Männer der Durchbruch. Weitere Bekanntheit erlangte sie als Kriminalhauptkommissarin Ellen Lucas in der ZDF-Krimireihe Kommissarin Lucas.

## Leben
Ulrike Kriener wurde als Tochter eines Elektro-Obersteigers im westfälischen Bottrop geboren. Sie verbrachte ihre Kindheit und Jugend in Oberhausen und verließ im Alter von 17 Jahren ihr Elternhaus. In Hamburg machte sie ihr Abitur und absolvierte dort von 1976 bis 1979 die Schauspielschule. Nach Abschluss der Schauspielschule ging sie an das Schlosstheater Moers, 1983 an die Städtischen Bühnen Freiburg und später an das Residenztheater München. Ab 1986 spielte sie in einer eigenen Theatergruppe.
Noch während ihrer Schauspielausbildung besetzte sie Berengar Pfahl 1977 für seinen Fernsehmehrteiler Britta, in welchem sie die engste Freundin der von Verena Plangger dargestellten Titelfigur spielte. Diese Rolle übernahm sie auch in der Fortsetzung Neues von Britta (1985). Doris Dörrie engagierte sie 1985 für ihren Film Im Innern des Wals, wo sie die Rolle der Elli Winter spielte. Die Filmkomödie Männer, die zweite Zusammenarbeit mit Dörrie, brachte ihr den endgültigen Durchbruch als Schauspielerin. Sie übernahm die Rolle der Paula Armbrust, der untreuen Ehefrau des von Heiner Lauterbach gespielten Verpackungsdesigners Julius Armbrust.
Im Jahr 1998 spielte sie die titelgebende engagierte Anwältin in der 13-teiligen ZDF-Fernsehserie Lisa Falk – Eine Frau für alle Fälle. Seit 2003 verkörpert Kriener die Kriminalhauptkommissarin Ellen Lucas in der ZDF-Samstagskrimi-Reihe Kommissarin Lucas. Sie ermittelte bis Folge 30 in Regensburg; ab Folge 31 in Nürnberg. 2008 sah man sie in Joseph Vilsmaiers fiktionalem Fernseh-Mehrteiler Die Gustloff, der den Untergang der Wilhelm Gustloff im Januar 1945 thematisiert, neben Michael Mendl, Kai Wiesinger und Valerie Niehaus als Marinehelferin Berta Burkat.
Kriener engagiert sich seit 2005 als Schirmherrin für das Kinderhospiz der Malteser in München. Darüber hinaus unterstützt sie das Projekt Costura! e. V. – Verein zur Unterstützung brasilianischer Frauen und ihrer Kinder. Sie ist Botschafterin der Kampagne Bewusstsein für Brustkrebs.
Ulrike Kriener ist seit 1992 mit dem Regisseur und Schauspieler Georg Weber verheiratet. Im selben Jahr verlor das Ehepaar kurz nach der Geburt den ersten Sohn. Der zweite Sohn Paul kam 1995 zur Welt.

## Filmografie

### Kinofilme
- 1981: Komm doch mit nach Monte Carlo
- 1985: Im Innern des Wals
- 1985: Männer
- 1986: Paradies
- 1986: Der Flieger
- 1989: Bodo – Eine ganz normale Familie
- 1989: Geld
- 1992: Herr Ober!
- 1993: Justiz
- 1997: Für immer und immer
- 1999: Erleuchtung garantiert
- 1999: Schlaraffenland
- 2001: Mädchen, Mädchen
- 2005: Der Fischer und seine Frau
- 2006: Elementarteilchen
- 2007: Stellungswechsel
- 2016: Die Reste meines Lebens
- 2016: Willkommen bei den Hartmanns
- 2022: Einfach mal was Schönes
- 2024: Eine Million Minuten

### Fernsehen

#### Fernsehfilme
- 1977: Britta
- 1980: Ruhestörung
- 1982: Schnitzeljagd
- 1984: Deutschland-Tournee
- 1985: Neues von Britta
- 1986: Die Brücke am schwarzen Fluß
- 1987: Wann, wenn nicht jetzt
- 1990: Der Hammermörder
- 1990: Sommertage
- 1991: Killer
- 1991: Verurteilt: Anna Leschek
- 1993: Wehner – die unerzählte Geschichte
- 1993: Maus und Katz
- 1994: Nacht der Frauen (Dreiteiler)
- 1994: Angst
- 1994: Due madri per Rocco
- 1996: Tote sterben niemals aus
- 1997: Der Neffe
- 1998: Das elfte Gebot
- 1998: Der Pirat
- 1998: Reise in die Nacht
- 1998: Auch Männer brauchen Liebe
- 1999: Ein großes Ding
- 2001: Eine öffentliche Affäre
- 2002: Wer liebt, hat Recht
- 2004: Die Konferenz
- 2004: Ein Engel namens Hans-Dieter
- 2005: Die schönsten Jahre
- 2005: Nicht ohne meinen Schwiegervater
- 2006: Nicht ohne meine Schwiegereltern
- 2008: Die Gustloff
- 2009: Butter bei die Fische
- 2012: Die Löwin
- 2012: Nägel mit Köppen
- 2013: Mein Mann, ein Mörder
- 2013: Beste Freundinnen
- 2014: Meine Frau, ihr Traummann und ich
- 2014: Die Zeit mit Euch
- 2015: Silvia S. – Blinde Wut
- 2015: Ein großer Aufbruch
- 2015: Der Bankraub
- 2016: Ein Sommer auf Lanzarote
- 2018: Bier Royal (Zweiteiler)
- 2018: Winterherz – Tod in einer kalten Nacht
- 2019: Die verschwundene Familie (Zweiteiler)
- 2019: Ihr letzter Wille kann mich mal! (Off-Stimme Sophia)
- 2019: Weihnachten im Schnee
- 2021: Ferdinand von Schirach: Feinde
- 2021: Wir bleiben Freunde
- 2021: Gefährliche Wahrheit (Drama, ZDF/arte; Regie: Jens Wischnewski)
- 2021: Mona & Marie
- 2023: Mona & Marie – Ein etwas anderer Geburtstag
- 2024: Alle nicht ganz dicht

#### Fernsehserien und -reihen
- 1983: Chamäleon
- 1985–1986: Fritz Golgowsky
- 1988–1994: Der Fahnder (verschiedene Rollen, 3 Folgen)
- 1989–1992: Das Nest (27 Folgen)
- 1989: Tatort: Herzversagen
- 1990: Eurocops (Folge Besuch aus Wien)
- 1990–2004: Ein Fall für zwei (verschiedene Rollen, 5 Folgen)
- 1992–2010: Der Alte (verschiedene Rollen, 3 Folgen)
- 1994: Happy Holiday (Folge Höhenflüge)
- 1995: Rosamunde Pilcher: Wechselspiel der Liebe
- 1995, 1999: Wolffs Revier (verschiedene Rollen, 2 Folgen)
- 1996: Zwei Brüder: Die Quirini-Affäre
- 1997: Tatort: Bienzle und der tiefe Sturz
- 1998: Lisa Falk – Eine Frau für alle Fälle (13 Folgen)
- 2001: Der Ermittler (Folge Auge um Auge)
- 2001: Polizeiruf 110: Bis unter die Haut
- 2001: Das Traumschiff: Bermudas
- 2002: SOKO Kitzbühel (Folge Killerbienen)
- 2002: Polizeiruf 110: Henkersmahlzeit
- 2002: Tatort: Alibi für Amelie
- 2002: Der Bulle von Tölz: Zirkusluft
- 2003: Die Klasse von ’99 – Schule war gestern, Leben ist jetzt
- 2003–2023: Kommissarin Lucas → siehe Episodenliste
- 2004: Tatort: Verraten und verkauft
- 2006: Das Traumschiff: Botswana
- 2008: Der Bulle von Tölz: Der Kartoffelkönig
- 2010: Klimawechsel (6 Folgen)
- 2011: Schimanski: Schuld und Sühne
- 2011: Die Dienstagsfrauen … auf dem Jakobsweg zur wahren Freundschaft
- 2013: Der Taunuskrimi: Schneewittchen muss sterben
- 2014: Die Dienstagsfrauen – Sieben Tage ohne
- 2019: Lena Lorenz: Kind da, Job weg
- 2021: Kroymann (Satiresendung, 1 Folge)
- 2024: Wo wir sind, ist oben (Miniserie)

## Auszeichnungen
- 1991: Adolf-Grimme-Preis mit Silber (zusammen mit Bernd Schadewald und Christian Redl) für ihre Darstellung in Der Hammermörder
- 1998: Telestar Beste Hauptdarstellerin für Reise in die Nacht
- 2003: Deutscher Fernsehpreis Beste Schauspielerin Nebenrolle für Männer häppchenweise
- 2004: Goldener Gong für die Darstellung als Kommissarin Lucas in der Folge Vertrauen bis zuletzt
- 2005: 18. Fernsehfestival Rencontres Internationales de Television in Reims – Preis für die beste weibliche Darstellerin für Kommissarin Lucas in der Folge Vertrauen bis zuletzt
- 2005: Bayerischer Fernsehpreis für ihre schauspielerische Leistung als Kommissarin Lucas in den Folgen Vergangene Sünden und Vertrauen bis zuletzt
- 2005: Hessischer Fernsehpreis als Ensemblemitglied des Filmes Die Konferenz
- 2010: Deutscher Fernsehpreis als Beste Schauspielerin für Klimawechsel
- 2012: Bayerischer Verdienstorden
- 2023: Nominierung für Deutscher Filmpreis als beste weibliche Nebenrolle für Einfach mal was Schönes
- 2023: Deutscher Schauspielpreis für komödiantische Rolle in Einfach mal was Schönes[5][6]